# Eschborn-Frankfurt 2018
De 56e editie van Eschborn-Frankfurt – ook bekend onder de namen Rund um den Henninger Turm en GP Frankfurt – is een eendaagse wielerwedstrijd voor mannen, die werd verreden op 1 mei 2018. De wedstrijd was onderdeel van de UCI World Tour 2018, en had de classificatie 1.UWT. Titelverdediger was de Noor Alexander Kristoff. Hij verdedigde zijn titel met succes, hij won de koers voor de vierde keer.

## Deelnemers
| WorldTour              | ProContinentaal              |
| ---------------------- | ---------------------------- |
| AG2R La Mondiale       | Aqua Blue Sport              |
| Bahrain-Merida         | CCC Sprandi Polkowice        |
| BORA-hansgrohe         | Cofidis                      |
| Team Dimension Data    | Team Fortuneo-Samsic         |
| Team Katjoesja Alpecin | Gazprom-RusVelo              |
| Lotto Soudal           | Nippo-Vini Fantini           |
| Quick-Step Floors      | Roompot-Nederlandse Loterij  |
| Team Sunweb            | Sport Vlaanderen-Baloise     |
| Trek-Segafredo         | Veranda's Willems-Crelan     |
| UAE Team Emirates      | Wanty-Groupe Gobert          |
|                        | WB-Aqua Protect-Veranclassic |

## Uitslag
| Rund um den Finanzplatz Eschborn-Frankfurt 2018 |                      |                             |          |
| Plaats                                          | Naam                 | Ploeg                       | Tijd     |
| Winnaar                                         | Alexander Kristoff   | UAE Team Emirates           | 5u13'24" |
| 2                                               | Michael Matthews     | Team Sunweb                 | z.t.     |
| 3                                               | Oliver Naesen        | AG2R La Mondiale            | z.t.     |
| 4                                               | Andrea Pasqualon     | Wanty-Groupe Gobert         | z.t.     |
| 5                                               | Sean De Bie          | Veranda's Willems-Crelan    | z.t.     |
| 6                                               | Grega Bole           | Bahrain-Merida              | z.t.     |
| 7                                               | Sam Bennett          | BORA-hansgrohe              | z.t.     |
| 8                                               | Edvald Boasson Hagen | Team Dimension Data         | z.t.     |
| 9                                               | Jan Tratnik          | CCC Sprandi Polkowice       | z.t.     |
| 10                                              | Juan José Lobato     | Nippo-Vini Fantini          | z.t.     |
|                                                 |                      |                             |          |
| 31                                              | Oscar Riesebeek      | Roompot-Nederlandse Loterij | + 44"    |

 Tour Down Under ·
 Great Ocean Road Race ·
 Ronde van Abu Dhabi ·
 Omloop Het Nieuwsblad ·
 Strade Bianche ·
 Parijs-Nice · 
 Tirreno-Adriatico · 
 Milaan-San Remo ·
 Ronde van Catalonië ·
 Gent-Wevelgem ·
 Dwars door Vlaanderen ·
 E3 Harelbeke ·
 Ronde van Vlaanderen ·
 Ronde van het Baskenland ·
 Parijs-Roubaix ·
 Amstel Gold Race ·
 Waalse Pijl ·
 Luik-Bastenaken-Luik ·
 Ronde van Romandië ·
 Eschborn-Frankfurt ·
 Ronde van Italië ·
 Ronde van Californië ·
 Critérium du Dauphiné ·
 Ronde van Zwitserland ·
 Ronde van Frankrijk ·
 RideLondon Classic ·
 Clásica San Sebastián ·
 Ronde van Polen ·
  BinckBank Tour ·
 Ronde van Spanje ·
 EuroEyes Cyclassics ·
 Bretagne Classic ·
 GP van Quebec ·
 GP van Montreal ·
 Ronde van Lombardije ·
 Ronde van Turkije ·
 Ronde van Guangxi